# Prior Convictions
Prior Convictions ist ein Kompilationsalbum der schweizerischen Hard-Rock-Band Krokus.

## Hintergrund
Die Kompilation Prior Convictions erschien über das Label Arista, welches Krokus zum Veröffentlichungszeitpunkt unter Vertrag hatte. Die Zusammenstellung wurde ausschließlich für den australischen und neuseeländischen Markt veröffentlicht und enthält Songs aus den Jahren 1980 bis 1982, also von den Alben Metal Rendez-Vous, Hardware und One Vice at a Time. Da die Band mit dem 1983 erschienenen Werk Headhunter den ersten – allerdings bis heute auch einzigen – Charteinstieg in Neuseeland verzeichnen konnte, ist anzunehmen, dass diese Kompilation veröffentlicht wurde, um die neugewonnenen australischen und neuseeländischen Fans auch auf die in Europa und Nordamerika erfolgreichen Alben vor 1983 aufmerksam zu machen. Prior Convictions ist nicht in der Diskographie der offiziellen Webseite aufgelistet und erschien bis heute nur als LP.

## Titelliste
1. Long Stick Goes Boom (5:15) (Fernando von Arb/Chris von Rohr/Marc Storace) (von One Vice at a Time)
2. No Way (4:00) (von Arb/von Rohr) (von Metal Rendez-Vous)
3. Bad Boys, Rag Dolls (3:50) (von Arb/von Rohr/Storace) (von One Vice at a Time)
4. American Woman (3:37) (Randy Bachman/Burton Cummings/Jim Kale/Garry Peterson) (von One Vice at a Time)
5. Back-Seat Rock ’n’ Roll (3:12) (von Arb/von Rohr/Jürg Naegeli) (von Metal Rendez-Vous)
6. Mr. 69 (3:01) (von Arb/von Rohr) (von Hardware)
7. Come On (4:23) (von Arb/von Rohr) (von Metal Rendez-Vous)
8. Down the Drain (3:20) (von Arb/von Rohr) (von One Vice at a Time)
9. Playin’ the Outlaw (4:05) (von Arb/von Rohr/Storace/Freddy Steady) (von One Vice at a Time)
10. I’m on the Run (3:45) (von Arb/von Rohr/Storace) (von One Vice at a Time)
11. Celebration (3:24) (von Arb/von Rohr) (von Hardware)
12. Burning Bones (3:34) (von Arb/von Rohr/Storace) (von Hardware)
13. Bedside Radio (3:18) (von Arb/von Rohr/Naegeli) (von Metal Rendez-Vous)
14. Rock City (4:43) (von Arb/von Rohr) (von Hardware)
15. Lady Double Dealer (3:12) (von Arb/von Rohr) (von Metal Rendez-Vous)
16. To the Top (4:25) (von Arb/von Rohr/Storace/Steady) (von One Vice at a Time)

### Coverversion
- „American Woman“ ist eine The-Guess-Who-Coverversion. Das Lied wurde ursprünglich 1970 auf dem gleichnamigen Album The Guess Who veröffentlicht.

## Besetzung

### Metal Rendez-Vous
Gesang: Marc Storace
Leadgitarre: Tommy Kiefer
Rhythmusgitarre: Fernando von Arb
Bass: Chris von Rohr
Schlagzeug: Freddy Steady

### Hardware
Gesang: Marc Storace
Leadgitarre: Tommy Kiefer
Rhythmusgitarre: Fernando von Arb
Bass, Percussion: Chris von Rohr
Schlagzeug: Freddy Steady

### One Vice at a Time
Gesang: Marc Storace
Leadgitarre: Fernando von Arb
Rhythmusgitarre: Mark Kohler
Bass, Percussion: Chris von Rohr
Schlagzeug: Freddy Steady